# Murailles de Scansano
Les murailles de Scansano (en italien : Mura di Scansano) constituent le système défensif de  la commune de Scansano, dans la province de Grosseto en Toscane.

## Histoire
Les murailles de la ville ont été construites par les Aldobrandeschi à partir du XIIe siècle ; les travaux furent achevés au XIIIe siècle.
À la Renaissance, de nombreuses interventions de réaménagement sont réalisées, dont l'ajout d'une tour de guet et la reconstruction de la porte d'accès au village.
Au cours des siècles suivants, la structure défensive originale a été encore modifiée, avec quelques modifications dues aux travaux d'agrandissement de certains bâtiments du centre historique.

## Description
Les murailles de Scansano, largement incorporées aux murs extérieurs de certains bâtiments, présentent encore quelques sections apparentes recouvertes de pierre qui rappellent les travaux défensifs originaux de l'époque médiévale.
Le long des murs se trouvent deux structures fortifiées de la Renaissance, une tour de guet du XVe siècle à section circulaire du côté est et la caractéristique Porta Grossetana du côté ouest, du XVIe siècle.

## Galerie

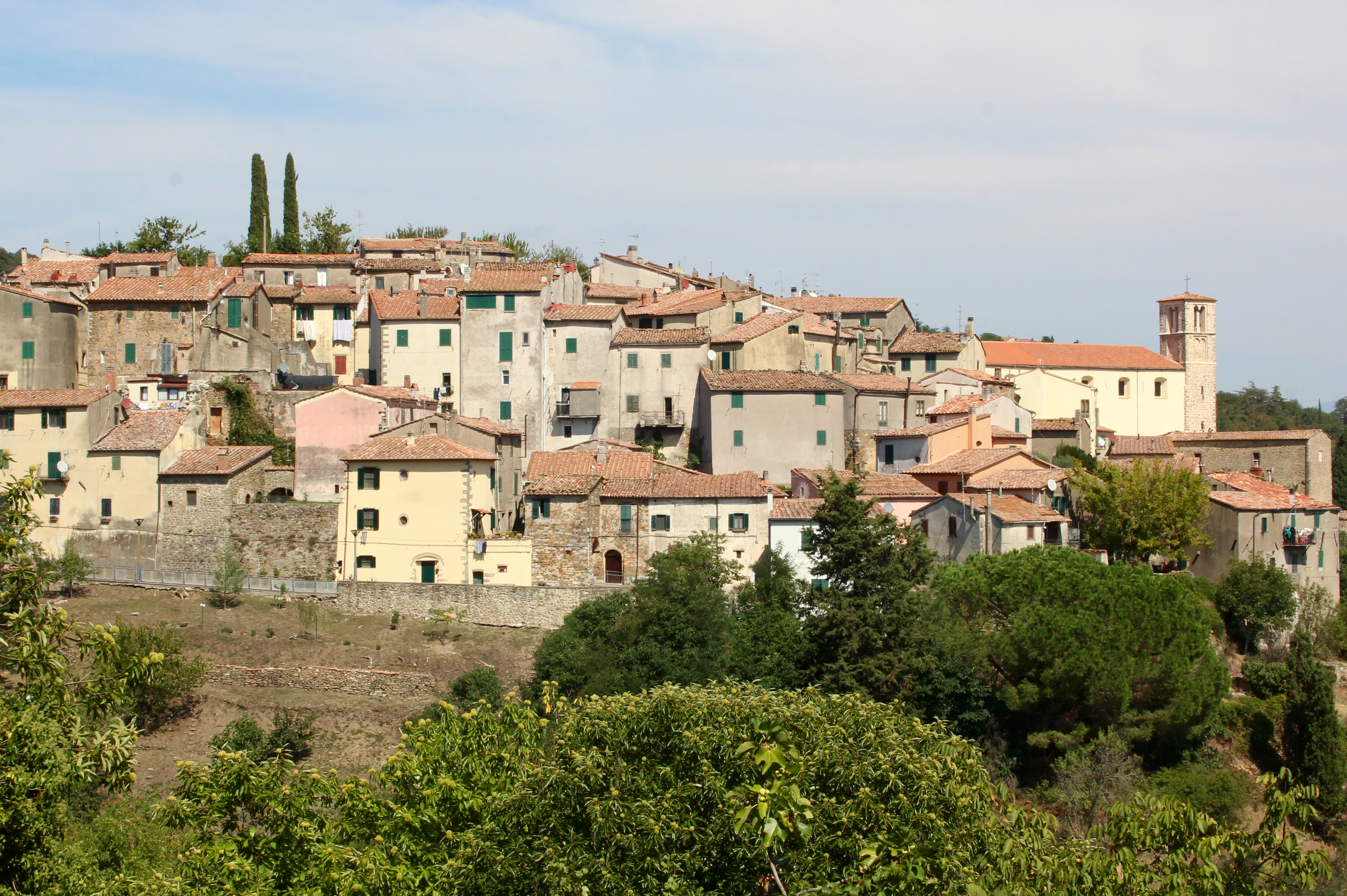
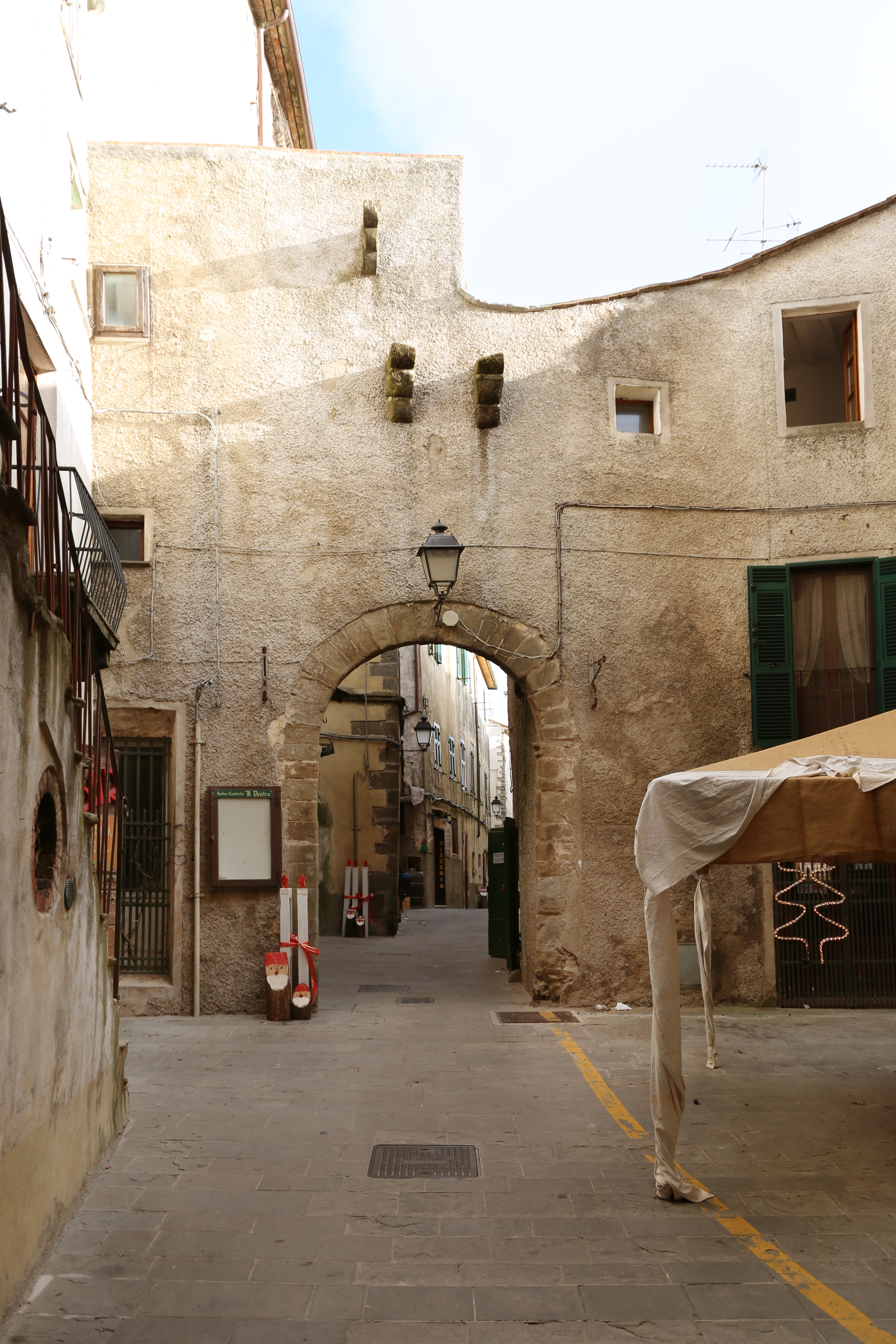
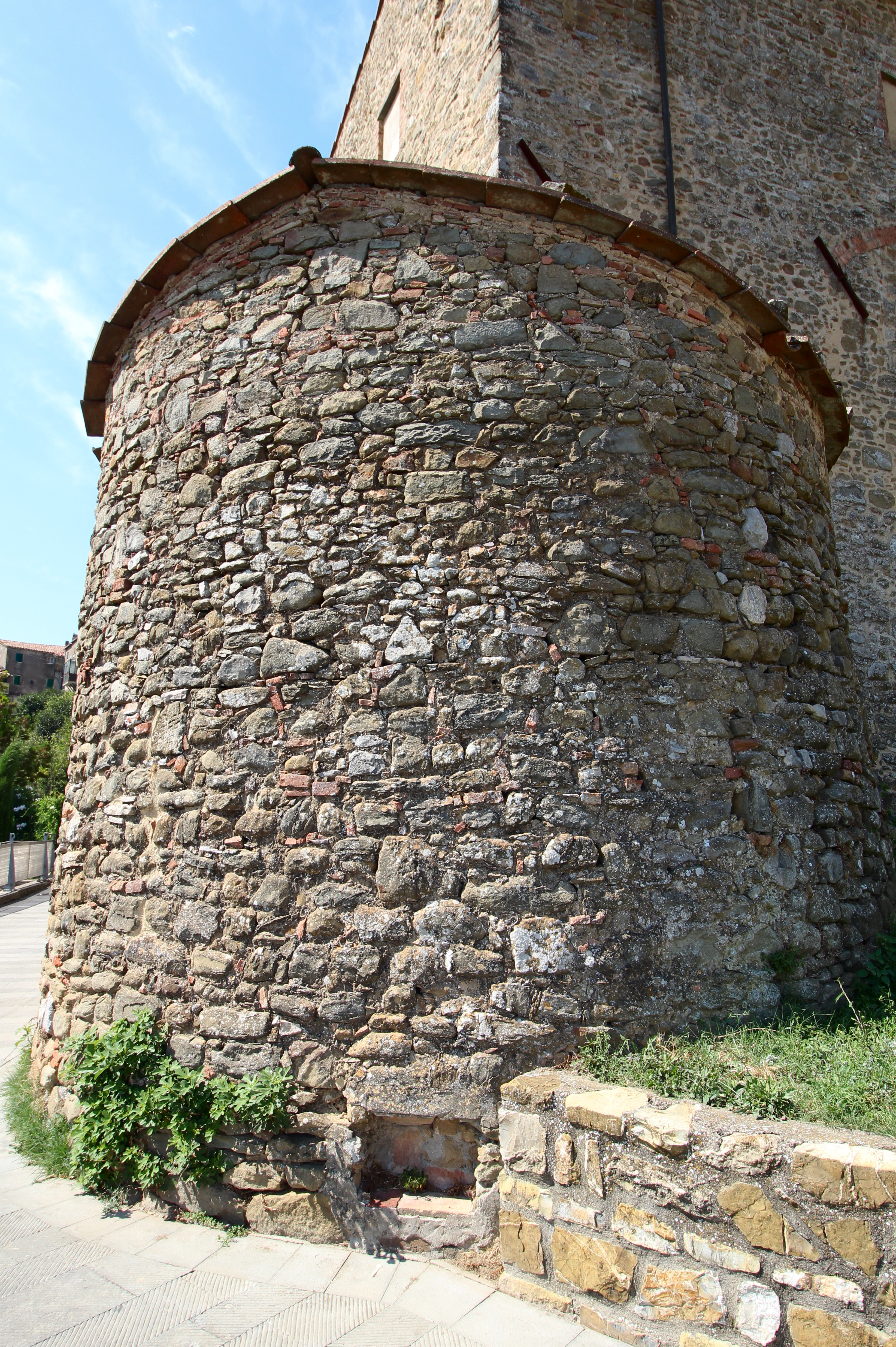
La tour du XVe siècle.